# Put v Saturn
Put v Saturn (russisk: Путь в «Сатурн») er en sovjetisk spillefilm fra 1967 af Villen Azarov.

## Medvirkende
- Mikhail Volkov som Krylov / Kramer
- Georgij Zjzjonov som Timerin
- Arkadij Tolbuzin som Drobot
- Jevgenij Kuznetsov som Simakov
- Leonid Tjubarov